# Синьковичі
Синько́вичі — село в Україні, у Львівському районі Львівської області. Населення становить 602 особи. Орган місцевого самоврядування — Рава-Руська міська рада.
У селі проживає понад 600 чоловік. Є церква, бібліотека, будинок «Просвіта», фельдшерсько-акушерський пункт, футбольний стадіон, музей села.

## Історія
Село Синьковичі засноване в 1345 році. Воно є найстаршим серед навколишніх населених пунктів. Синьковичі входили колись до складу парафії Равське (колишня назва — Голе Равське).
Існує багато легенд про створення села, про те, чому саме так воно називається. Ось що говорить одна з них…. Давним-давно жив собі пан. Звали його Синько. Багач збудував собі замок на родючій землі (урочище Дубрівка). Були у нього наймити, і так як він був злим, то не дозволяв нікому будувати житло біля нього, на родючій землі. Тоді люди стали поселятися далі від його земель, на піщаних ґрунтах. Село розросталося. А коли пан помер, люди назвали село Синьковичами на його честь. Адже він був першим, хто поселився тут.
Село належало до Равського повіту. На 01.01.1939 в селі проживало 700 мешканців, з них 640 українців-грекокатоликів, 40 українців-римокатоликів, 10 поляків і 10 євреїв.
28 серпня 1944 року центральну частину села було спалено енкаведистами. Багато невинних людей загинуло і пропало безвісти.
28 серпня с. Синьковичі святкує не лише храмовий празник, але також цей день є згадкою про далекі страшні часи 1940-х років. Адже в цей день 1944 року половина села було спалена, а багато людей втратили своїх рідних і друзів. Важкими були роки московсько-большовицького поневолення, коли топталася релігія, мораль, традиції. 28 серпня 1944 року стало чорним днем у історії села. Зранку НКВД вислідило зв'язкову, яка везла продукти до лісу. Її затримали. Курінь «Ема» був основною силою в боях з більшовиками. Це знало НКВД. На Раву-Руську поїхало декілька вантажних автомобілів з військовими. Попереду їхав лімузин з високим начальством. Як тільки кортеж виїхав за село, як загуркотіло, засвистіло — на них чекали українські повстанці. Начальство у лімузині було вбито, а військових повстанська куля ловила на лету. Пізніше стало відомо, що засідку організувала сотня «Тихоліса» та боївка «Грізного», які після бою пішли в Карпатські ліси. Через годину з Рави-Руської над'їхала тьма-тьмуща військових. На той час вони вже навчились палити українські села. Горіли хати та господарські споруди, ревла худоба. Дим роз'їдав очі, щоб хоч щось спасти з нажитого — не було й мови. Усіх чоловіків зігнали на дорогу, яка вела на Гійче, положили долілиць, попередивши: хто підніме голову, буде розстріляний. Згоріло близько 100 господарств, загинуло 33 мирних жителів села.
У 1993 році в пам'ять про них було збудовано велику братню могилу.
У 1968 році Синьковичі входили в сільську раду з центром у с. Забір'я, на території якої діяв колгосп «Прогрес», що мав 1120 га орної землі й вирощував зернові й технічні (льон) культури. Тваринництво — м'ясо-молочного напряму.

## Церква
У селі ніколи не було своєї церкви, люди відвідували богослужіння в найближчому Римо-Католицькому храмі в селі Гійче, пізніше ходили до храму Косми і Дем'яна в цьому ж селі. У 1894—1897 рр. почали будувати храм у сусідньому селі Равське. Жителі села Синьковичі допомагали у будівництві спільного храму, який відвідували понад 100 років.
У 1995 році громада села розпочала підготовку до будівництва свого храму.
8 червня 1997 року в Синьковичах декан Рава-Руського деканату о. Іван Галичишин заклав і освятив перший камінь храму Успіння Пресвятої Богородиці. Після шести років невтомної праці, яка об'єднала всіх жителів села, 28 серпня 2003 року архієрей Сокальської єпархії владика Михайло Колтун урочисто освятив новозбудований храм.
Першим священиком у Синьковичах став о. Тарас Загоруйко. У червні 2006 року на парафію прийшов о. Михайло Шевчук. У липні цього ж року було створено при храмі молодіжну християнську спільноту «Едем», учасники якої (учні школи) щорічно скликають молодь деканату на святкування молодіжних зібрань.
21 жовтня 2012 року парафія с. Синьковичі відсвяткувала 120-літній ювілей Патріарха Йосифа Сліпого та молитовно вклонилася перед мощами святого апостола Юди Тадея.

## Освіта
Освіта в селі починалася з двокласної школи, яка працювала приблизно з 1910 року. Навчання велося польською мовою. До 1939 року запрацювала чотирикласна початкова школа. Під час війни школа працювала, але не систематично, а з вересня 1946 року почала працювати постійно. З 1957 по 1961 рік побудовано нове приміщення школи, яка стала семирічною, пізніше восьмирічною, дев'ятирічною.

## Розміщення
Сусідні населені пункти: м. Рава-Руська, села Забір'я, Гійче, Равське.
На півдні, між Синьковичами і Равським, протікає річка Рата.

## Відомі люди
- У Синьковичах народився поет Захар Михайлович Гнідець (31 березня 1924 — †23 липня 2010).[5]
- Гнідець Василь (1986 — 08.05.2022) — мешканець м. Соснівка, Червоноградського району, Львівської області, солдат ЗСУ. Загинув поблизу сел. Білогорівка, Сєвєродонецького району, Луганської області. Поховали захисника 19.05.2022. в с. Синьковичі.  [7]